# 香南町
香南町（こうなんちょう）は、かつて香川県にあった町。高松空港を擁する。
2006年1月10日、高松市に編入合併されて高松市香南町となった。

## 地理
- 山：
- 河川：香東川
- 湖沼：

### 人口
| \| 1960年（昭和35年） \| 6,577人 \| \| \| 1965年（昭和40年） \| 6,119人 \| \| \| 1970年（昭和45年） \| 5,931人 \| \| \| 1975年（昭和50年） \| 6,206人 \| \| \| 1980年（昭和55年） \| 6,658人 \| \| \| 1985年（昭和60年） \| 7,045人 \| \| \| 1990年（平成2年） \| 7,257人 \| \| \| 1995年（平成7年） \| 7,792人 \| \| \| 2000年（平成12年） \| 8,017人 \| \| \| 2005年（平成17年） \| 7,991人 \| \| \| 2010年（平成22年） \| 7,748人 \| \| \| 2015年（平成27年） \| 7,468人 \| \| |         |  |
| 総務省統計局 / 国勢調査（2015年） |         |  |
| 1960年（昭和35年） | 6,577人 |  |
| 1965年（昭和40年） | 6,119人 |  |
| 1970年（昭和45年） | 5,931人 |  |
| 1975年（昭和50年） | 6,206人 |  |
| 1980年（昭和55年） | 6,658人 |  |
| 1985年（昭和60年） | 7,045人 |  |
| 1990年（平成2年） | 7,257人 |  |
| 1995年（平成7年） | 7,792人 |  |
| 2000年（平成12年） | 8,017人 |  |
| 2005年（平成17年） | 7,991人 |  |
| 2010年（平成22年） | 7,748人 |  |
| 2015年（平成27年） | 7,468人 |  |

## 歴史

### 沿革
- 1956年9月30日 - 香川郡由佐村・池西村が合併し、香南町が発足。
- 1959年9月25日 - 町章を制定する[2][3]。
- 2006年1月10日 - 高松市に編入合併。

## 行政
- 町長：辻 正雄（2004年から）

## 経済

### 産業
- 主な産業
- 産業人口

## 教育

### 保育園
- 高松市立香南保育所

### 幼稚園
- 高松市立香南幼稚園

### 小学校
- 高松市立香南小学校

### 中学校
- 高松市立香南中学校

### 高等学校
- なし (1989年まで高松南高校香南分校が所在していた。)

## 交通
- 東京から飛行機で1時間20分

### 空港
- 高松空港が町内にある。

### 道路
一般国道
- 町内を走る一般国道：国道193号

県道
- 香川県道13号三木綾南線（現・香川県道13号三木綾川線）
- 香川県道44号円座香南線
- 香川県道45号高松空港線
- 香川県道174号千疋高松線

道の駅
- 香南楽湯

## 地域
行政地名（町・字）は6大字を編成する。これは1956年の当町成立前の各大字を継承したものであり、2006年の高松市合併後はその区域を継承して新たな町丁を画した。新町名は、旧称から「大字」を削除し、「香南町」を付して冠するよう命名されたが、郵便番号は旧大字のものを継承している。
| 町丁字コード | 名称     | よみ                  | 下位地名 | 郵便番号 | 旧自治体 | 合併後     |
| ------------ | -------- | --------------------- | -------- | -------- | -------- | ---------- |
| 1            | 大字吉光 | おおあざ よしみつ     | 小字     | 761-1403 | 由佐村   | 香南町吉光 |
| 2            | 大字由佐 | おおあざ ゆさ         | 小字     | 761-1402 | 由佐村   | 香南町由佐 |
| 3            | 大字岡   | おおあざ おか         | 小字     | 761-1401 | 由佐村   | 香南町岡   |
| 4            | 大字横井 | おおあざ よこい       | 小字     | 761-1404 | 池西村   | 香南町横井 |
| 5            | 大字西庄 | おおあざ にしのしょう | 小字     | 761-1406 | 池西村   | 香南町西庄 |
| 6            | 大字池内 | おおあざ いけのうち   | 小字     | 761-1405 | 池西村   | 香南町池内 |

## 名所・旧跡・観光スポット・祭事・催事

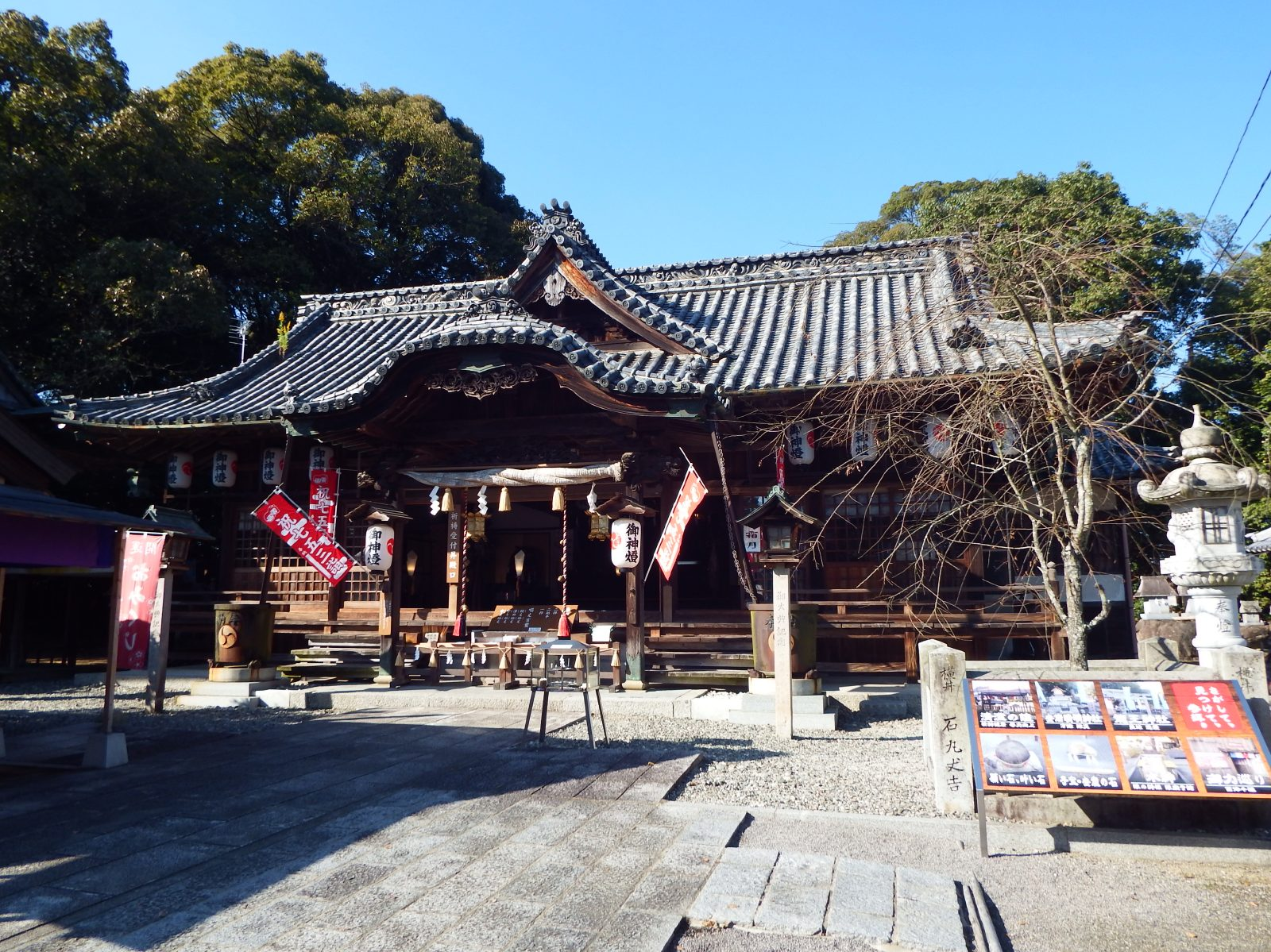
冠纓神社

- 冠纓神社
- さぬきこどもの国

## その他
- 町のマスコットキャラクターは1993年の東四国国体をきっかけに誕生した獅子舞のししまるくん。
- 町名は町の位置が香川郡の南部にあることに由来する。